# Нижній Пісінер
Нижній Пісіне́р (рос. Нижний Писинер, марій. Ӱлыл Писе) — присілок у складі Сернурського району Марій Ел, Росія. Входить до складу Марісолинського сільського поселення.

## Населення
Населення — 8 осіб (2010; 7 у 2002).
Національний склад (станом на 2002 рік):
- марі — 100 %